# Cantón de Soissons-Sur
El cantón de Soissons-Sur era una división administrativa francesa, que estaba situada en el departamento de Aisne y la región de Picardía.

## Composición
El cantón estaba formado por diez comunas, más una fracción de la comuna que le daba su nombre:
- Belleu
- Berzy-le-Sec
- Billy-sur-Aisne
- Courmelles
- Mercin-et-Vaux
- Missy-aux-Bois
- Noyant-et-Aconin
- Ploisy
- Septmonts
- Soissons
- Vauxbuin

## Supresión del cantón de Soissons-Sur
En aplicación del Decreto n.º 2014-202, de 21 de febrero de 2014, el cantón de Soissons-Sur fue suprimido el 22 de marzo de 2015 y sus 11 comunas pasaron a formar parte del nuevo cantón de Soissons-2.